# Julia Michaels/Auszeichnungen für Musikverkäufe

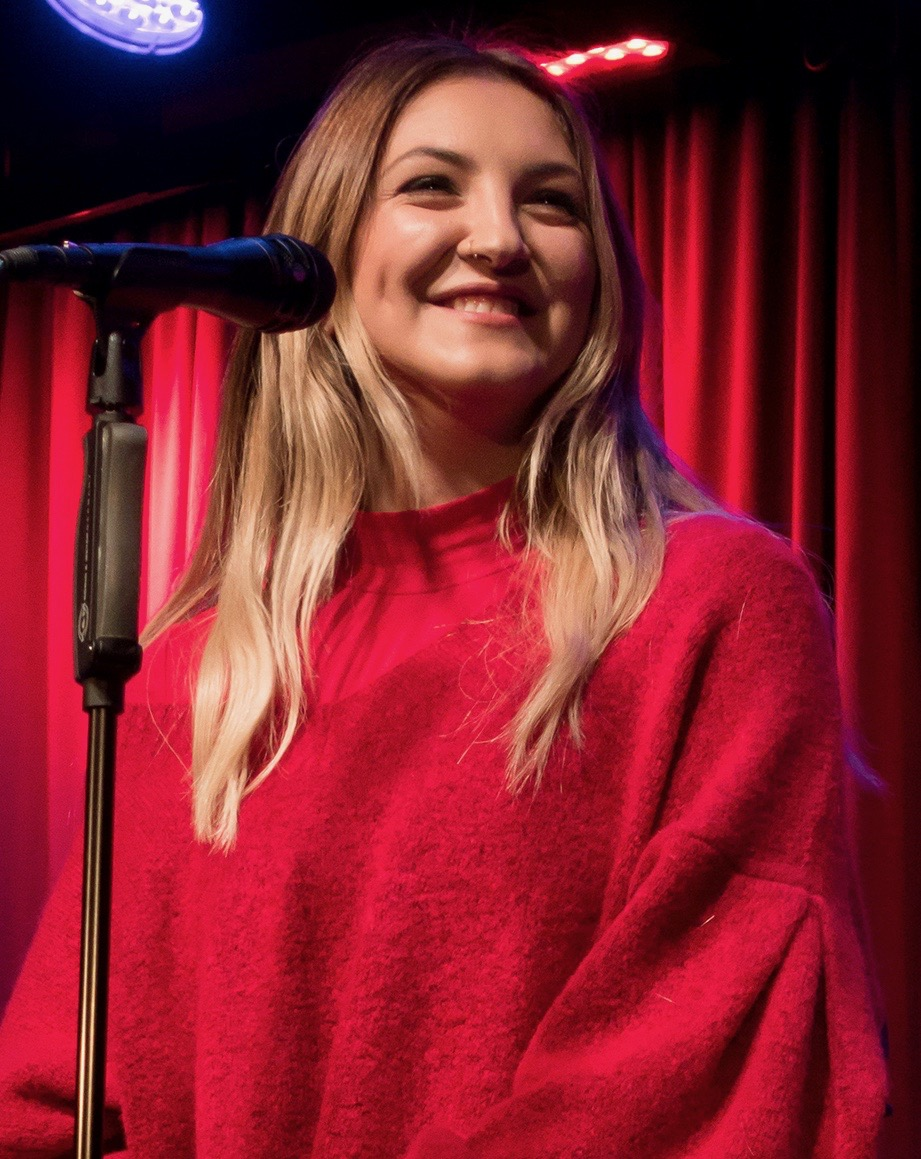
Julia Michaels (2017)

Dies ist eine Übersicht über die Auszeichnungen für Musikverkäufe der US-amerikanischen Sängerin und Songwriterin Julia Michaels. Die Auszeichnungen finden sich nach ihrer Art (Gold, Platin usw.), nach Staaten getrennt in chronologischer Reihenfolge, geordnet sowie nach den Tonträgern selbst, ebenfalls in chronologischer Reihenfolge, getrennt nach Medium (Alben, Singles usw.), wieder.

## Auszeichnungen
| - Vereinigtes Königreich - 2017: für die Autorenbeteiligung The Feeling (Justin Bieber) - 2019: für die Autorenbeteiligung Either Way (Snakehips & Anne-Marie) - 2020: für die Single Heaven - 2021: für die Single Peer Pressure - 2021: für die Autorenbeteiligung Hurts So Good (Astrid S) - 2021: für die Autorenbeteiligung Heavy (Linkin Park) - 2022: für die Single Hurt Somebody - 2024: für die Autorenbeteiligung Rock Bottom (Hailee Steinfeld) - Australien - 2015: für die Autorenbeteiligung Poison (Rita Ora) - 2017: für die Autorenbeteiligung Heavy (Linkin Park) - 2019: für die Single Jump - 2024: für die Autorenbeteiligung Slow Down (Selena Gomez) - Belgien - 2016: für die Autorenbeteiligung Close (Nick Jonas) - 2017: für die Autorenbeteiligung Friends (Justin Bieber) - 2019: für die Autorenbeteiligung Lose You to Love Me (Selena Gomez) - Brasilien - 2016: für die Autorenbeteiligung All In My Head (Flex) - 2024: für die Autorenbeteiligung Rock Bottom (Hailee Steinfeld) - 2024: für die Autorenbeteiligung Hurts So Good (Astrid S) - 2024: für die Single Anxiety - 2024: für die Autorenbeteiligung Slow Down (Selena Gomez) - 2024: für die Single Jump - Dänemark - 2015: für die Autorenbeteiligung That’s How You Know (Nico & Vinz) - 2016: für die Autorenbeteiligung Close (Nick Jonas) - 2019: für die Autorenbeteiligung The Feeling (Justin Bieber) - 2019: für die Autorenbeteiligung Bad Liar (Selena Gomez) - 2022: für die Single There’s No Way - 2024: für die Single Hurt Somebody - 2024: für die Single Peer Pressure - Deutschland - 2017: für die Autorenbeteiligung Heavy (Linkin Park) - 2018: für die Autorenbeteiligung Good for You (Selena Gomez) - 2018: für die Single I Miss You - 2022: für die Autorenbeteiligung Hands to Myself (Selena Gomez) - 2023: für die Single If the World Was Ending - 2023: für die Autorenbeteiligung Cups (Anna Kendrick) - 2023: für die Autorenbeteiligung Lose You to Love Me (Selena Gomez) - Finnland - 2020: für die Single Lose You to Love Me - Frankreich - 2020: für die Autorenbeteiligung Lose You to Love Me (Selena Gomez) - 2021: für die Autorenbeteiligung 2002 (Anne-Marie) - 2022: für die Single If the World Was Ending - 2022: für die Autorenbeteiligung Dive (Ed Sheeran) - 2024: für die Autorenbeteiligung Bad Liar (Selena Gomez) - Italien - 2016: für die Autorenbeteiligung All in My Head (Flex) (Fifth Harmony) - 2016: für die Autorenbeteiligung Close (Nick Jonas) - 2017: für die Autorenbeteiligung Bad Liar (Selena Gomez) - 2017: für die Autorenbeteiligung Heavy (Linkin Park) - 2017: für die Autorenbeteiligung Hurts So Good (Astrid S) - 2019: für die Autorenbeteiligung 2002 (Anne-Marie) - 2020: für die Autorenbeteiligung Lose You to Love Me (Selena Gomez) - 2021: für die Single If the World Was Ending - Japan - 2016: für die Autorenbeteiligung Sorry (Digital, Justin Bieber) - 2020: für das Streaming Sorry (Justin Bieber) - Kanada - 2017: für die Autorenbeteiligung Rock Bottom (Hailee Steinfeld) - 2018: für die Single Carry Me - 2019: für die Single Jump - 2019: für die Single Peer Pressure - 2020: für die Single Anxiety - 2020: für die Single Uh-Huh - 2020: für die Single Worst In Me - 2020: für das Album Nervous System - 2020: für die Autorenbeteiligung Nervous (Shawn Mendes) - 2024: für die Single Cool Anymore - Mexiko - 2014: für die Autorenbeteiligung Slow Down (Selena Gomez) - 2016: für die Autorenbeteiligung Good for You (Selena Gomez) - 2019: für die Single All In My Head (Flex) - 2020: für die Single If the World Was Ending - 2020: für die Autorenbeteiligung Nervous (Shawn Mendes) - Neuseeland - 2015: für die Autorenbeteiligung That’s How You Know (Nico & Vinz) - 2016: für die Autorenbeteiligung Love Myself (Hailee Steinfeld) - 2016: für die Autorenbeteiligung All in My Head (Flex) (Fifth Harmony) - 2017: für die Autorenbeteiligung Dive (Ed Sheeran) - 2017: für die Autorenbeteiligung Friends (Justin Bieber) - 2020: für die Autorenbeteiligung Lose You to Love Me (Selena Gomez) - 2023: für das Album Inner Monologue, Pt. I - Norwegen - 2018: für die Single Hurt Somebody - 2020: für die Autorenbeteiligung The Feeling (Justin Bieber) - 2021: für die Autorenbeteiligung Look at Her Now (Selena Gomez) - Österreich - 2020: für die Single I Miss You - 2024: für die Autorenbeteiligung Good for You (Selena Gomez) - 2024: für die Autorenbeteiligung Hands to Myself (Selena Gomez) - Polen - 2020: für die Autorenbeteiligung Look at Her Now (Selena Gomez) - 2022: für die Single What a Time - Portugal - 2020: für die Single Look at Her Now - 2021: für die Single What a Time - 2022: für die Single Good for You - 2022: für die Single Close - 2022: für die Single Heavy - Schweden - 2016: für die Autorenbeteiligung The Feeling (Justin Bieber) - 2016: für die Autorenbeteiligung All In My Head (Flex) - 2017: für die Autorenbeteiligung Friends (Justin Bieber) - 2018: für die Single Hurt Somebody - 2020: für die Autorenbeteiligung Bad Liar (Selena Gomez) - Schweiz - 2017: für die Autorenbeteiligung Heavy (Linkin Park) - 2020: für die Single If the World Was Ending - Spanien - 2015: für die Autorenbeteiligung Good for You (Selena Gomez) - 2017: für die Autorenbeteiligung Friends (Justin Bieber) - 2024: für die Single I Miss You - 2024: für die Single What a Time - 2024: für die Autorenbeteiligung Love Myself (Hailee Steinfeld) - 2024: für die Autorenbeteiligung Hands to Myself (Selena Gomez) - 2024: für die Autorenbeteiligung Dive (Ed Sheeran) - 2025: für die Single Heaven - 2025: für die Single Peer Pressure - Vereinigte Staaten - 2014: für die Autorenbeteiligung Miss Movin On (Fifth Harmony) - 2018: für die Single I Miss You - 2018: für die Autorenbeteiligung Hurts So Good (Astrid S) - 2020: für die Single Hurt Somebody - 2021: für die Single Coming Home - 2023: für die Single Cool Anymore - 2025: für die Single Peer Pressure - Vereinigtes Königreich - 2019: für die Autorenbeteiligung All in My Head (Flex) (Fifth Harmony) - 2019: für die Autorenbeteiligung Bad Liar (Selena Gomez) - 2020: für die Autorenbeteiligung Love Myself (Hailee Steinfeld) - 2020: für die Autorenbeteiligung Close (Nick Jonas) - 2022: für die Autorenbeteiligung Cups (Anna Kendrick) | - Australien - 2013: für die Autorenbeteiligung Cups (Anna Kendrick) - 2015: für die Autorenbeteiligung That’s How You Know (Nico & Vinz) - 2016: für die Autorenbeteiligung All in My Head (Flex) (Fifth Harmony) - 2019: für die Single There’s No Way - 2023: für die Autorenbeteiligung Nervous (Shawn Mendes) - 2024: für die Autorenbeteiligung Look at Her Now (Selena Gomez) - 2024: für die Autorenbeteiligung The Feeling (Justin Bieber) - Belgien - 2017: für die Single Issues - 2018: für die Single I Miss You - 2019: für die Autorenbeteiligung 2002 (Anne-Marie) - 2020: für die Single If the World Was Ending - Brasilien - 2024: für die Autorenbeteiligung The Feeling (Justin Bieber) - 2024: für die Single Peer Pressure - Dänemark - 2018: für die Autorenbeteiligung Friends (Justin Bieber) - 2019: für die Single I Miss You - 2019: für die Autorenbeteiligung 2002 (Anne-Marie) - 2020: für die Single Heaven - 2020: für die Autorenbeteiligung Hands to Myself (Selena Gomez) - 2020: für die Autorenbeteiligung Dive (Ed Sheeran) - 2021: für die Single If the World Was Ending - 2021: für die Autorenbeteiligung Hurts So Good (Astrid S) - 2021: für die Autorenbeteiligung Bad Liar (Selena Gomez) - 2021: für die Autorenbeteiligung Lose You to Love Me (Selena Gomez) - 2022: für die Autorenbeteiligung Love Myself (Hailee Steinfeld) - 2024: für die Single What a Time - Deutschland - 2018: für die Autorenbeteiligung Friends (Justin Bieber) - 2020: für die Single Issues - 2023: für die Autorenbeteiligung 2002 (Anne-Marie) - Ecuador - 2016: für die Autorenbeteiligung Good for You(Selena Gomez) - Frankreich - 2022: für die Single I Miss You - Italien - 2016: für die Autorenbeteiligung Good for You (Selena Gomez) - 2016: für die Autorenbeteiligung Hands to Myself (Selena Gomez) - 2017: für die Autorenbeteiligung Love Myself (Hailee Steinfeld) - 2019: für die Single I Miss You - 2019: für die Autorenbeteiligung Dive (Ed Sheeran) - Japan - 2023: für das Streaming 2002 (Anne-Marie) - Kanada - 2016: für die Autorenbeteiligung Hands to Myself (Selena Gomez) - 2017: für die Autorenbeteiligung All in My Head (Flex) (Fifth Harmony) - 2017: für die Autorenbeteiligung Bad Liar (Selena Gomez) - 2020: für die Single What a Time - 2020: für die Single Heaven - Mexiko - 2018: für die Autorenbeteiligung Friends (Justin Bieber) - Neuseeland - 2014: für die Autorenbeteiligung Cups (Anna Kendrick) - 2015: für die Autorenbeteiligung Good for You (Selena Gomez) - 2016: für die Autorenbeteiligung Hands to Myself (Selena Gomez) - 2016: für die Autorenbeteiligung Close (Nick Jonas) - 2019: für die Autorenbeteiligung Rock Bottom (Hailee Steinfeld) - 2020: für die Single If the World Was Ending - 2021: für die Single Heaven - 2021: für die Single Peer Pressure - 2023: für die Single There’s No Way - 2023: für die Single Lie to Me (Remix) - 2024: für das Album Nervous System - Norwegen - 2018: für die Single Heaven - Österreich - 2022: für die Single If the World Was Ending - 2024: für die Autorenbeteiligung Lose You to Love Me (Selena Gomez) - Polen - 2020: für die Single Heaven - 2021: für die Single If the World Was Ending - 2021: für die Single I Miss You - 2021: für die Autorenbeteiligung Dive (Ed Sheeran) - Portugal - 2020: für die Autorenbeteiligung Lose You to Love Me (Selena Gomez) - 2021: für die Single If the World Was Ending - 2021: für die Single 2002 - 2022: für die Single Peer Pressure - 2022: für die Single I Miss You - 2022: für die Autorenbeteiligung Hands to Myself - 2022: für das Lied Dive - 2022: für die Single Friends - Schweden - 2015: für die Autorenbeteiligung Love Myself (Hailee Steinfeld) - 2016: für die Autorenbeteiligung Close (Nick Jonas) - 2022: für die Autorenbeteiligung Lose You to Love Me (Selena Gomez) - Schweiz - 2018: für die Autorenbeteiligung 2002 (Anne-Marie) - Spanien - 2023: für die Autorenbeteiligung 2002 (Anne-Marie) - 2024: für die Single If the World Was Ending - 2024: für die Autorenbeteiligung Lose You to Love Me (Selena Gomez) - Südkorea - 2020: für die Autorenbeteiligung 2002 (Anne-Marie) - Taiwan - 2019: für die Single 2002 - Vereinigte Staaten - 2016: für die Autorenbeteiligung Close (Nick Jonas) - 2017: für die Autorenbeteiligung All in My Head (Flex) (Fifth Harmony) - 2018: für die Autorenbeteiligung Bad Liar (Selena Gomez) - 2018: für die Autorenbeteiligung Dive (Ed Sheeran) - 2020: für die Autorenbeteiligung The Feeling (Justin Bieber) - 2020: für die Autorenbeteiligung Rock Bottom (Hailee Steinfeld) - 2020: für die Autorenbeteiligung Friends (Justin Bieber) - 2022: für die Single What a Time - 2022: für die Single Heaven - 2025: für die Single There’s No Way - Vereinigtes Königreich - 2018: für die Autorenbeteiligung Hands to Myself (Selena Gomez) - 2019: für die Autorenbeteiligung Friends (Justin Bieber) - 2021: für die Autorenbeteiligung Good for You (Selena Gomez) - 2023: für die Autorenbeteiligung Poison (Rita Ora) - 2025: für die Single What a Time | - Deutschland - 2024: für die Autorenbeteiligung Sorry (Justin Bieber) - Belgien - 2016: für die Autorenbeteiligung Sorry (Justin Bieber) - Brasilien - 2024: für die Single Issues - 2024: für die Autorenbeteiligung Love Myself (Hailee Steinfeld) - 2024: für die Autorenbeteiligung Close (Nick Jonas) - 2024: für die Autorenbeteiligung Nervous (Shawn Mendes) - 2024: für die Autorenbeteiligung Cups (Anna Kendrick) - Dänemark - 2024: für die Autorenbeteiligung Good for You (Selena Gomez) - Italien - 2018: für die Autorenbeteiligung Friends (Justin Bieber) - 2019: für die Single Issues - Kanada - 2016: für die Autorenbeteiligung Good for You (Selena Gomez) - 2017: für die Autorenbeteiligung Love Myself (Hailee Steinfeld) - 2018: für die Autorenbeteiligung Friends (Justin Bieber) - 2020: für die Single I Miss You - 2020: für die Autorenbeteiligung Lose You to Love Me (Selena Gomez) - Neuseeland - 2020: für die Single I Miss You - Norwegen - 2020: für die Autorenbeteiligung Friends (Justin Bieber) - 2020: für die Autorenbeteiligung 2002 (Anne-Marie) - 2021: für die Autorenbeteiligung Hands to Myself (Selena Gomez) - 2021: für die Autorenbeteiligung Lose You to Love Me (Selena Gomez) - Österreich - 2023: für die Autorenbeteiligung 2002 (Anne-Marie) - Polen - 2016: für die Autorenbeteiligung Hands to Myself (Selena Gomez) - 2021: für die Autorenbeteiligung Good for You (Selena Gomez) - 2021: für die Autorenbeteiligung 2002 (Anne-Marie) - 2021: für die Autorenbeteiligung Lose You to Love Me (Selena Gomez) - Portugal - 2020: für die Single Issues - Schweden - 2015: für die Autorenbeteiligung Good for You (Selena Gomez) - 2016: für die Autorenbeteiligung Hands to Myself (Selena Gomez) - 2017: für die Autorenbeteiligung Hurts So Good (Astrid S) - 2020: für die Single If the World Was Ending - Spanien - 2018: für die Single Issues - Vereinigte Staaten - 2018: für die Autorenbeteiligung Love Myself (Hailee Steinfeld) - 2018: für die Autorenbeteiligung Hands to Myself (Selena Gomez) - 2020: für die Autorenbeteiligung 2002 (Anne-Marie) - 2022: für die Autorenbeteiligung Heavy (Linkin Park) - 2023: für die Autorenbeteiligung Slow Down (Selena Gomez) - Vereinigtes Königreich - 2020: für die Single I Miss You - 2021: für die Single Issues - 2024: für die Autorenbeteiligung Dive (Ed Sheeran) - 2024: für die Autorenbeteiligung Lose You to Love Me (Selena Gomez) - 2024: für die Single If the World Was Ending - Australien - 2017: für die Single Issues - 2019: für die Single I Miss You - 2021: für die Single If the World Was Ending - 2022: für die Autorenbeteiligung Dive (Ed Sheeran) - 2024: für die Autorenbeteiligung Bad Liar (Selena Gomez) - Brasilien - 2024: für die Single Bad Liar - 2024: für die Single Heaven - 2024: für die Single What a Time - 2024: für die Autorenbeteiligung Friends (Justin Bieber) - 2024: für die Autorenbeteiligung Look at Her Now (Selena Gomez) - Dänemark - 2021: für die Single Issues - Kanada - 2023: für die Autorenbeteiligung Dive (Ed Sheeran) - Neuseeland - 2025: für die Single Hurt Somebody - Norwegen - 2017: für die Autorenbeteiligung Hurts So Good (Astrid S) - 2018: für die Single Issues - 2021: für die Autorenbeteiligung Good for You (Selena Gomez) - Polen - 2021: für die Single Issues - Portugal - 2020: für die Single Sorry - Südkorea - 2022: für das Streaming 2002 (Anne-Marie) - Vereinigte Staaten - 2013: für die Autorenbeteiligung Cups (Anna Kendrick) - 2016: für die Autorenbeteiligung Good for You (Selena Gomez) - 2021: für die Autorenbeteiligung Lose You to Love Me (Selena Gomez) - Australien - 2024: für die Autorenbeteiligung Hands to Myself (Selena Gomez) - 2024: für die Autorenbeteiligung Friends (Justin Bieber) - Neuseeland - 2024: für die Single Issues - Norwegen - 2020: für die Autorenbeteiligung That’s How You Know (Nico & Vinz) - Schweden - 2018: für die Single Issues - Vereinigte Staaten - 2023: für die Single If the World Was Ending - Vereinigtes Königreich - 2024: für die Autorenbeteiligung 2002 (Anne-Marie) - Mexiko - 2017: für die Autorenbeteiligung Sorry (Justin Bieber) - Australien - 2023: für die Single Hurt Somebody - 2024: für die Autorenbeteiligung Good for You (Selena Gomez) - 2024: für die Autorenbeteiligung Lose You to Love Me (Selena Gomez) - Dänemark - 2024: für die Autorenbeteiligung Sorry (Justin Bieber) - Kanada - 2023: für die Autorenbeteiligung 2002 (Anne-Marie) - Neuseeland - 2023: für die Autorenbeteiligung 2002 (Anne-Marie) - Norwegen - 2020: für die Autorenbeteiligung Sorry (Justin Bieber) - Vereinigte Staaten - 2020: für die Single Issues - Vereinigtes Königreich - 2023: für die Autorenbeteiligung Sorry (Justin Bieber) - Italien - 2018: für die Autorenbeteiligung Sorry (Justin Bieber) - Kanada - 2020: für die Single Issues - Spanien - 2016: für die Autorenbeteiligung Sorry (Justin Bieber) - Kanada - 2016: für die Autorenbeteiligung Sorry (Justin Bieber) - Neuseeland - 2023: für die Autorenbeteiligung Sorry (Justin Bieber) - Australien - 2023: für die Autorenbeteiligung 2002 (Anne-Marie) - Kanada - 2025: für die Single If the World Was Ending - Schweden - 2016: für die Autorenbeteiligung Sorry (Justin Bieber) - Vereinigte Staaten - 2023: für die Autorenbeteiligung Sorry (Justin Bieber) - Australien - 2024: für die Autorenbeteiligung Sorry (Justin Bieber) - Brasilien - 2024: für die Single Good for You - 2024: für die Single Hands to Myself - 2024: für die Autorenbeteiligung Lose You to Love Me (Selena Gomez) - Frankreich - 2016: für die Autorenbeteiligung Sorry (Justin Bieber) - 2018: für die Single Issues - Mexiko - 2017: für die Autorenbeteiligung Sorry (Justin Bieber) - Polen - 2016: für die Autorenbeteiligung Sorry (Justin Bieber) - Brasilien - 2024: für die Autorenbeteiligung Sorry (Justin Bieber) |

## Auszeichnungen nach Alben

### Inner Monologue, Pt. I
| Land/Region       | Auszeichnungen für Musikverkäufe (Land/Region, Auszeichnung, Verkäufe) | Verkäufe |
| ----------------- | ---------------------------------------------------------------------- | -------- |
| Neuseeland (RMNZ) | Gold                                                                   | 7.500    |
| Insgesamt         | 1× Gold ·                                                              | 7.500    |

### Nervous System
| Land/Region       | Auszeichnungen für Musikverkäufe (Land/Region, Auszeichnung, Verkäufe) | Verkäufe |
| ----------------- | ---------------------------------------------------------------------- | -------- |
| Kanada (MC)       | Gold                                                                   | 40.000   |
| Neuseeland (RMNZ) | Platin                                                                 | 15.000   |
| Insgesamt         | 1× Gold · 1× Platin ·                                                  | 55.000   |

## Auszeichnungen nach Singles

### Carry Me
| Land/Region | Auszeichnungen für Musikverkäufe (Land/Region, Auszeichnung, Verkäufe) | Verkäufe |
| ----------- | ---------------------------------------------------------------------- | -------- |
| Kanada (MC) | Gold                                                                   | 40.000   |
| Insgesamt   | 1× Gold ·                                                              | 40.000   |

### Issues
| Land/Region                  | Auszeichnungen für Musikverkäufe (Land/Region, Auszeichnung, Verkäufe) | Verkäufe  |
| ---------------------------- | ---------------------------------------------------------------------- | --------- |
| Australien (ARIA)            | 3× Platin                                                              | 210.000   |
| Belgien (BRMA)               | Platin                                                                 | 30.000    |
| Brasilien (PMB)              | 2× Platin                                                              | 80.000    |
| Dänemark (IFPI)              | 3× Platin                                                              | 270.000   |
| Deutschland (BVMI)           | Platin                                                                 | 400.000   |
| Frankreich (SNEP)            | Diamant                                                                | 233.333   |
| Italien (FIMI)               | 2× Platin                                                              | 100.000   |
| Kanada (MC)                  | 6× Platin                                                              | 480.000   |
| Neuseeland (RMNZ)            | 4× Platin                                                              | 120.000   |
| Norwegen (IFPI)              | 3× Platin                                                              | 180.000   |
| Polen (ZPAV)                 | 3× Platin                                                              | 150.000   |
| Portugal (AFP)               | 2× Platin                                                              | 20.000    |
| Schweden (IFPI)              | 4× Platin                                                              | 160.000   |
| Spanien (Promusicae)         | 2× Platin                                                              | 80.000    |
| Vereinigte Staaten (RIAA)    | 5× Platin                                                              | 5.000.000 |
| Vereinigtes Königreich (BPI) | 2× Platin                                                              | 1.200.000 |
| Insgesamt                    | 43× Platin · 1× Diamant ·                                              | 8.713.333 |

### Uh-Huh
| Land/Region | Auszeichnungen für Musikverkäufe (Land/Region, Auszeichnung, Verkäufe) | Verkäufe |
| ----------- | ---------------------------------------------------------------------- | -------- |
| Kanada (MC) | Gold                                                                   | 40.000   |
| Insgesamt   | 1× Gold ·                                                              | 40.000   |

### Worst In Me
| Land/Region | Auszeichnungen für Musikverkäufe (Land/Region, Auszeichnung, Verkäufe) | Verkäufe |
| ----------- | ---------------------------------------------------------------------- | -------- |
| Kanada (MC) | Gold                                                                   | 40.000   |
| Insgesamt   | 1× Gold ·                                                              | 40.000   |

### I Miss You
| Land/Region                  | Auszeichnungen für Musikverkäufe (Land/Region, Auszeichnung, Verkäufe) | Verkäufe  |
| ---------------------------- | ---------------------------------------------------------------------- | --------- |
| Australien (ARIA)            | 3× Platin                                                              | 210.000   |
| Belgien (BRMA)               | Platin                                                                 | 30.000    |
| Dänemark (IFPI)              | Platin                                                                 | 90.000    |
| Deutschland (BVMI)           | Gold                                                                   | 200.000   |
| Frankreich (SNEP)            | Platin                                                                 | 200.000   |
| Italien (FIMI)               | Platin                                                                 | 50.000    |
| Kanada (MC)                  | 2× Platin                                                              | 160.000   |
| Neuseeland (RMNZ)            | 2× Platin                                                              | 60.000    |
| Österreich (IFPI)            | Gold                                                                   | 15.000    |
| Polen (ZPAV)                 | Platin                                                                 | 50.000    |
| Portugal (AFP)               | Platin                                                                 | 10.000    |
| Spanien (Promusicae)         | Gold                                                                   | 30.000    |
| Vereinigte Staaten (RIAA)    | Gold                                                                   | 500.000   |
| Vereinigtes Königreich (BPI) | 2× Platin                                                              | 1.200.000 |
| Insgesamt                    | 4× Gold · 15× Platin ·                                                 | 2.785.000 |

### Hurt Somebody
| Land/Region                  | Auszeichnungen für Musikverkäufe (Land/Region, Auszeichnung, Verkäufe) | Verkäufe  |
| ---------------------------- | ---------------------------------------------------------------------- | --------- |
| Australien (ARIA)            | 5× Platin                                                              | 350.000   |
| Dänemark (IFPI)              | Gold                                                                   | 45.000    |
| Neuseeland (RMNZ)            | 3× Platin                                                              | 90.000    |
| Norwegen (IFPI)              | Gold                                                                   | 30.000    |
| Schweden (IFPI)              | Gold                                                                   | 20.000    |
| Vereinigte Staaten (RIAA)    | Gold                                                                   | 500.000   |
| Vereinigtes Königreich (BPI) | Silber                                                                 | 200.000   |
| Insgesamt                    | 1× Silber · 4× Gold · 8× Platin ·                                      | 1.235.000 |

### Heaven
| Land/Region                  | Auszeichnungen für Musikverkäufe (Land/Region, Auszeichnung, Verkäufe) | Verkäufe  |
| ---------------------------- | ---------------------------------------------------------------------- | --------- |
| Brasilien (PMB)              | 3× Platin                                                              | 120.000   |
| Dänemark (IFPI)              | Platin                                                                 | 90.000    |
| Kanada (MC)                  | Platin                                                                 | 80.000    |
| Neuseeland (RMNZ)            | Platin                                                                 | 30.000    |
| Norwegen (IFPI)              | Platin                                                                 | 60.000    |
| Polen (ZPAV)                 | Platin                                                                 | 20.000    |
| Spanien (Promusicae)         | Gold                                                                   | 30.000    |
| Vereinigte Staaten (RIAA)    | Platin                                                                 | 1.000.000 |
| Vereinigtes Königreich (BPI) | Silber                                                                 | 200.000   |
| Insgesamt                    | 1× Silber · 1× Gold · 9× Platin ·                                      | 1.630.000 |

### Coming Home
| Land/Region               | Auszeichnungen für Musikverkäufe (Land/Region, Auszeichnung, Verkäufe) | Verkäufe |
| ------------------------- | ---------------------------------------------------------------------- | -------- |
| Vereinigte Staaten (RIAA) | Gold                                                                   | 500.000  |
| Insgesamt                 | 1× Gold ·                                                              | 500.000  |

### Jump
| Land/Region       | Auszeichnungen für Musikverkäufe (Land/Region, Auszeichnung, Verkäufe) | Verkäufe |
| ----------------- | ---------------------------------------------------------------------- | -------- |
| Australien (ARIA) | Gold                                                                   | 35.000   |
| Brasilien (PMB)   | Gold                                                                   | 20.000   |
| Kanada (MC)       | Gold                                                                   | 40.000   |
| Insgesamt         | 3× Gold ·                                                              | 95.000   |

### There’s No Way
| Land/Region               | Auszeichnungen für Musikverkäufe (Land/Region, Auszeichnung, Verkäufe) | Verkäufe  |
| ------------------------- | ---------------------------------------------------------------------- | --------- |
| Australien (ARIA)         | Platin                                                                 | 70.000    |
| Dänemark (IFPI)           | Gold                                                                   | 45.000    |
| Neuseeland (RMNZ)         | Platin                                                                 | 30.000    |
| Vereinigte Staaten (RIAA) | Platin                                                                 | 1.000.000 |
| Insgesamt                 | 1× Gold · 3× Platin ·                                                  | 1.145.000 |

### Lie to Me (Remix)
| Land/Region       | Auszeichnungen für Musikverkäufe (Land/Region, Auszeichnung, Verkäufe) | Verkäufe |
| ----------------- | ---------------------------------------------------------------------- | -------- |
| Neuseeland (RMNZ) | Platin                                                                 | 30.000   |
| Insgesamt         | 1× Platin ·                                                            | 30.000   |

### Peer Pressure
| Land/Region                  | Auszeichnungen für Musikverkäufe (Land/Region, Auszeichnung, Verkäufe) | Verkäufe |
| ---------------------------- | ---------------------------------------------------------------------- | -------- |
| Brasilien (PMB)              | Platin                                                                 | 40.000   |
| Dänemark (IFPI)              | Gold                                                                   | 45.000   |
| Kanada (MC)                  | Gold                                                                   | 40.000   |
| Neuseeland (RMNZ)            | Platin                                                                 | 30.000   |
| Portugal (AFP)               | Platin                                                                 | 10.000   |
| Spanien (Promusicae)         | Gold                                                                   | 30.000   |
| Vereinigte Staaten (RIAA)    | Gold                                                                   | 500.000  |
| Vereinigtes Königreich (BPI) | Silber                                                                 | 200.000  |
| Insgesamt                    | 1× Silber · 4× Gold · 3× Platin ·                                      | 895.000  |

### What a Time
| Land/Region                  | Auszeichnungen für Musikverkäufe (Land/Region, Auszeichnung, Verkäufe) | Verkäufe  |
| ---------------------------- | ---------------------------------------------------------------------- | --------- |
| Brasilien (PMB)              | 3× Platin                                                              | 120.000   |
| Dänemark (IFPI)              | Platin                                                                 | 90.000    |
| Kanada (MC)                  | Platin                                                                 | 80.000    |
| Polen (ZPAV)                 | Gold                                                                   | 25.000    |
| Portugal (AFP)               | Gold                                                                   | 5.000     |
| Spanien (Promusicae)         | Gold                                                                   | 30.000    |
| Vereinigte Staaten (RIAA)    | Platin                                                                 | 1.000.000 |
| Vereinigtes Königreich (BPI) | Platin                                                                 | 600.000   |
| Insgesamt                    | 3× Gold · 7× Platin ·                                                  | 1.950.000 |

### If the World Was Ending
| Land/Region                  | Auszeichnungen für Musikverkäufe (Land/Region, Auszeichnung, Verkäufe) | Verkäufe  |
| ---------------------------- | ---------------------------------------------------------------------- | --------- |
| Australien (ARIA)            | 3× Platin                                                              | 210.000   |
| Belgien (BRMA)               | Platin                                                                 | 40.000    |
| Dänemark (IFPI)              | Platin                                                                 | 90.000    |
| Deutschland (BVMI)           | Gold                                                                   | 200.000   |
| Frankreich (SNEP)            | Gold                                                                   | 100.000   |
| Italien (FIMI)               | Gold                                                                   | 35.000    |
| Kanada (MC)                  | 8× Platin                                                              | 640.000   |
| Mexiko (AMPROFON)            | Gold                                                                   | 30.000    |
| Neuseeland (RMNZ)            | Platin                                                                 | 30.000    |
| Österreich (IFPI)            | Platin                                                                 | 30.000    |
| Polen (ZPAV)                 | Platin                                                                 | 20.000    |
| Portugal (AFP)               | Platin                                                                 | 10.000    |
| Schweden (IFPI)              | 2× Platin                                                              | 160.000   |
| Schweiz (IFPI)               | Gold                                                                   | 10.000    |
| Spanien (Promusicae)         | Platin                                                                 | 60.000    |
| Vereinigte Staaten (RIAA)    | 4× Platin                                                              | 4.000.000 |
| Vereinigtes Königreich (BPI) | 2× Platin                                                              | 1.200.000 |
| Insgesamt                    | 5× Gold · 26× Platin ·                                                 | 6.865.000 |

### Anxiety
| Land/Region     | Auszeichnungen für Musikverkäufe (Land/Region, Auszeichnung, Verkäufe) | Verkäufe |
| --------------- | ---------------------------------------------------------------------- | -------- |
| Brasilien (PMB) | Gold                                                                   | 20.000   |
| Kanada (MC)     | Gold                                                                   | 40.000   |
| Insgesamt       | 2× Gold ·                                                              | 60.000   |

### Cool Anymore
| Land/Region               | Auszeichnungen für Musikverkäufe (Land/Region, Auszeichnung, Verkäufe) | Verkäufe |
| ------------------------- | ---------------------------------------------------------------------- | -------- |
| Kanada (MC)               | Gold                                                                   | 40.000   |
| Vereinigte Staaten (RIAA) | Gold                                                                   | 500.000  |
| Insgesamt                 | 2× Gold ·                                                              | 540.000  |

## Auszeichnungen nach Autorenbeteiligungen

### Cups (Anna Kendrick)
| Land/Region                  | Auszeichnungen für Musikverkäufe (Land/Region, Auszeichnung, Verkäufe) | Verkäufe  |
| ---------------------------- | ---------------------------------------------------------------------- | --------- |
| Australien (ARIA)            | Platin                                                                 | 70.000    |
| Brasilien (PMB)              | 2× Platin                                                              | 120.000   |
| Deutschland (BVMI)           | Gold                                                                   | 150.000   |
| Neuseeland (RMNZ)            | Platin                                                                 | 15.000    |
| Vereinigte Staaten (RIAA)    | 3× Platin                                                              | 3.000.000 |
| Vereinigtes Königreich (BPI) | Gold                                                                   | 400.000   |
| Insgesamt                    | 2× Gold · 7× Platin ·                                                  | 3.755.000 |

### Slow Down(Selena Gomez)
| Land/Region               | Auszeichnungen für Musikverkäufe (Land/Region, Auszeichnung, Verkäufe) | Verkäufe  |
| ------------------------- | ---------------------------------------------------------------------- | --------- |
| Australien (ARIA)         | Gold                                                                   | 35.000    |
| Brasilien (PMB)           | Gold                                                                   | 30.000    |
| Mexiko (AMPROFON)         | Gold                                                                   | 30.000    |
| Vereinigte Staaten (RIAA) | 2× Platin                                                              | 2.000.000 |
| Insgesamt                 | 3× Gold · 2× Platin ·                                                  | 2.095.000 |

### Miss Movin’ On (Fifth Harmony)
| Land/Region               | Auszeichnungen für Musikverkäufe (Land/Region, Auszeichnung, Verkäufe) | Verkäufe |
| ------------------------- | ---------------------------------------------------------------------- | -------- |
| Vereinigte Staaten (RIAA) | Gold                                                                   | 500.000  |
| Insgesamt                 | 1× Gold ·                                                              | 500.000  |

### Poison (Rita Ora)
| Land/Region                  | Auszeichnungen für Musikverkäufe (Land/Region, Auszeichnung, Verkäufe) | Verkäufe |
| ---------------------------- | ---------------------------------------------------------------------- | -------- |
| Australien (ARIA)            | Gold                                                                   | 35.000   |
| Vereinigtes Königreich (BPI) | Platin                                                                 | 600.000  |
| Insgesamt                    | 1× Gold · 1× Platin ·                                                  | 635.000  |

### Good for You(Selena Gomez)
| Land/Region                  | Auszeichnungen für Musikverkäufe (Land/Region, Auszeichnung, Verkäufe) | Verkäufe  |
| ---------------------------- | ---------------------------------------------------------------------- | --------- |
| Australien (ARIA)            | 5× Platin                                                              | 350.000   |
| Brasilien (PMB)              | Diamant                                                                | 250.000   |
| Dänemark (IFPI)              | 2× Platin                                                              | 180.000   |
| Deutschland (BVMI)           | Gold                                                                   | 200.000   |
| Ecuador (SOPROFON)           | Platin                                                                 | 6.000     |
| Italien (FIMI)               | Platin                                                                 | 50.000    |
| Kanada (MC)                  | 2× Platin                                                              | 160.000   |
| Mexiko (AMPROFON)            | Gold                                                                   | 30.000    |
| Neuseeland (RMNZ)            | Platin                                                                 | 15.000    |
| Norwegen (IFPI)              | 3× Platin                                                              | 180.000   |
| Österreich (IFPI)            | Gold                                                                   | 15.000    |
| Polen (ZPAV)                 | 2× Platin                                                              | 100.000   |
| Portugal (AFP)               | Gold                                                                   | 5.000     |
| Schweden (IFPI)              | 2× Platin                                                              | 80.000    |
| Spanien (Promusicae)         | Gold                                                                   | 20.000    |
| Vereinigte Staaten (RIAA)    | 3× Platin                                                              | 3.000.000 |
| Vereinigtes Königreich (BPI) | Platin                                                                 | 600.000   |
| Insgesamt                    | 5× Gold · 23× Platin · 1× Diamant ·                                    | 5.241.000 |

### That’s How You Know (Nico & Vinz)
| Land/Region       | Auszeichnungen für Musikverkäufe (Land/Region, Auszeichnung, Verkäufe) | Verkäufe |
| ----------------- | ---------------------------------------------------------------------- | -------- |
| Australien (ARIA) | Platin                                                                 | 70.000   |
| Dänemark (IFPI)   | Gold                                                                   | 30.000   |
| Neuseeland (RMNZ) | Gold                                                                   | 7.500    |
| Norwegen (IFPI)   | 4× Platin                                                              | 240.000  |
| Insgesamt         | 2× Gold · 5× Platin ·                                                  | 347.500  |

### Love Myself (Hailee Steinfeld)
| Land/Region                  | Auszeichnungen für Musikverkäufe (Land/Region, Auszeichnung, Verkäufe) | Verkäufe  |
| ---------------------------- | ---------------------------------------------------------------------- | --------- |
| Brasilien (PMB)              | 2× Platin                                                              | 120.000   |
| Dänemark (IFPI)              | Platin                                                                 | 90.000    |
| Italien (FIMI)               | Platin                                                                 | 50.000    |
| Kanada (MC)                  | 2× Platin                                                              | 160.000   |
| Neuseeland (RMNZ)            | Gold                                                                   | 7.500     |
| Schweden (IFPI)              | Platin                                                                 | 40.000    |
| Spanien (Promusicae)         | Gold                                                                   | 30.000    |
| Vereinigte Staaten (RIAA)    | 2× Platin                                                              | 2.000.000 |
| Vereinigtes Königreich (BPI) | Gold                                                                   | 400.000   |
| Insgesamt                    | 3× Gold · 9× Platin ·                                                  | 2.897.500 |

### Sorry(Justin Bieber)
| Land/Region                  | Auszeichnungen für Musikverkäufe (Land/Region, Auszeichnung, Verkäufe) | Verkäufe   |
| ---------------------------- | ---------------------------------------------------------------------- | ---------- |
| Australien (ARIA)            | 13× Platin                                                             | 910.000    |
| Belgien (BRMA)               | 2× Platin                                                              | 60.000     |
| Brasilien (PMB)              | 8× Diamant                                                             | 2.000.000  |
| Dänemark (IFPI)              | 5× Platin                                                              | 450.000    |
| Deutschland (BVMI)           | 3× Gold                                                                | 900.000    |
| Frankreich (SNEP)            | Diamant                                                                | 233.333    |
| Italien (FIMI)               | 6× Platin                                                              | 300.000    |
| Japan (RIAJ)                 | Gold                                                                   | 100.000    |
| Kanada (MC)                  | 7× Platin                                                              | 560.000    |
| Mexiko (AMPROFON)            | Diamant · + 9× Gold                                                    | 570.000    |
| Neuseeland (RMNZ)            | 7× Platin                                                              | 210.000    |
| Norwegen (IFPI)              | 5× Platin                                                              | 300.000    |
| Polen (ZPAV)                 | Diamant                                                                | 100.000    |
| Portugal (AFP)               | 3× Platin                                                              | 30.000     |
| Schweden (IFPI)              | 8× Platin                                                              | 320.000    |
| Spanien (Promusicae)         | 6× Platin                                                              | 240.000    |
| Vereinigte Staaten (RIAA)    | 11× Platin                                                             | 11.000.000 |
| Vereinigtes Königreich (BPI) | 5× Platin                                                              | 3.000.000  |
| Insgesamt                    | 3× Gold · 73× Platin · 12× Diamant ·                                   | 21.433.333 |

### The Feeling (Justin Bieber)
| Land/Region                  | Auszeichnungen für Musikverkäufe (Land/Region, Auszeichnung, Verkäufe) | Verkäufe  |
| ---------------------------- | ---------------------------------------------------------------------- | --------- |
| Australien (ARIA)            | Platin                                                                 | 70.000    |
| Brasilien (PMB)              | Platin                                                                 | 60.000    |
| Dänemark (IFPI)              | Gold                                                                   | 45.000    |
| Norwegen (IFPI)              | Gold                                                                   | 30.000    |
| Schweden (IFPI)              | Gold                                                                   | 20.000    |
| Vereinigte Staaten (RIAA)    | Platin                                                                 | 1.000.000 |
| Vereinigtes Königreich (BPI) | Silber                                                                 | 200.000   |
| Insgesamt                    | 1× Silber · 3× Gold · 3× Platin ·                                      | 1.425.000 |

### Hands to Myself (Selena Gomez)
| Land/Region                  | Auszeichnungen für Musikverkäufe (Land/Region, Auszeichnung, Verkäufe) | Verkäufe  |
| ---------------------------- | ---------------------------------------------------------------------- | --------- |
| Australien (ARIA)            | 4× Platin                                                              | 280.000   |
| Brasilien (PMB)              | Diamant                                                                | 250.000   |
| Dänemark (IFPI)              | Platin                                                                 | 90.000    |
| Deutschland (BVMI)           | Gold                                                                   | 200.000   |
| Italien (FIMI)               | Platin                                                                 | 50.000    |
| Kanada (MC)                  | Platin                                                                 | 80.000    |
| Neuseeland (RMNZ)            | Platin                                                                 | 15.000    |
| Norwegen (IFPI)              | 2× Platin                                                              | 120.000   |
| Österreich (IFPI)            | Gold                                                                   | 15.000    |
| Polen (ZPAV)                 | 2× Platin                                                              | 40.000    |
| Portugal (AFP)               | Platin                                                                 | 10.000    |
| Schweden (IFPI)              | 2× Platin                                                              | 80.000    |
| Spanien (Promusicae)         | Gold                                                                   | 30.000    |
| Vereinigte Staaten (RIAA)    | 2× Platin                                                              | 2.000.000 |
| Vereinigtes Königreich (BPI) | Platin                                                                 | 746.000   |
| Insgesamt                    | 3× Gold · 18× Platin · 1× Diamant ·                                    | 4.006.000 |

### Rock Bottom (Hailee Steinfeld)
| Land/Region                  | Auszeichnungen für Musikverkäufe (Land/Region, Auszeichnung, Verkäufe) | Verkäufe  |
| ---------------------------- | ---------------------------------------------------------------------- | --------- |
| Brasilien (PMB)              | Gold                                                                   | 30.000    |
| Kanada (MC)                  | Gold                                                                   | 40.000    |
| Neuseeland (RMNZ)            | Platin                                                                 | 30.000    |
| Vereinigte Staaten (RIAA)    | Platin                                                                 | 1.000.000 |
| Vereinigtes Königreich (BPI) | Silber                                                                 | 200.000   |
| Insgesamt                    | 1× Silber · 2× Gold · 2× Platin ·                                      | 1.300.000 |

### Close (Nick Jonas)
| Land/Region                  | Auszeichnungen für Musikverkäufe (Land/Region, Auszeichnung, Verkäufe) | Verkäufe  |
| ---------------------------- | ---------------------------------------------------------------------- | --------- |
| Belgien (BRMA)               | Gold                                                                   | 15.000    |
| Brasilien (PMB)              | 2× Platin                                                              | 120.000   |
| Dänemark (IFPI)              | Gold                                                                   | 45.000    |
| Italien (FIMI)               | Gold                                                                   | 25.000    |
| Neuseeland (RMNZ)            | Platin                                                                 | 30.000    |
| Portugal (AFP)               | Gold                                                                   | 5.000     |
| Schweden (IFPI)              | Platin                                                                 | 40.000    |
| Vereinigte Staaten (RIAA)    | Platin                                                                 | 1.000.000 |
| Vereinigtes Königreich (BPI) | Gold                                                                   | 400.000   |
| Insgesamt                    | 5× Gold · 5× Platin ·                                                  | 1.680.000 |

### All in My Head (Flex) (Fifth Harmony)
| Land/Region                  | Auszeichnungen für Musikverkäufe (Land/Region, Auszeichnung, Verkäufe) | Verkäufe  |
| ---------------------------- | ---------------------------------------------------------------------- | --------- |
| Australien (ARIA)            | Platin                                                                 | 70.000    |
| Brasilien (PMB)              | Gold                                                                   | 30.000    |
| Italien (FIMI)               | Gold                                                                   | 25.000    |
| Kanada (MC)                  | Platin                                                                 | 80.000    |
| Mexiko (AMPROFON)            | Gold                                                                   | 30.000    |
| Neuseeland (RMNZ)            | Gold                                                                   | 15.000    |
| Schweden (IFPI)              | Gold                                                                   | 20.000    |
| Vereinigte Staaten (RIAA)    | Platin                                                                 | 1.000.000 |
| Vereinigtes Königreich (BPI) | Gold                                                                   | 400.000   |
| Insgesamt                    | 6× Gold · 3× Platin ·                                                  | 1.670.000 |

### Hurts So Good (Astrid S)
| Land/Region                  | Auszeichnungen für Musikverkäufe (Land/Region, Auszeichnung, Verkäufe) | Verkäufe  |
| ---------------------------- | ---------------------------------------------------------------------- | --------- |
| Brasilien (PMB)              | Gold                                                                   | 30.000    |
| Dänemark (IFPI)              | Platin                                                                 | 90.000    |
| Italien (FIMI)               | Gold                                                                   | 25.000    |
| Norwegen (IFPI)              | 3× Platin                                                              | 120.000   |
| Schweden (IFPI)              | 2× Platin                                                              | 80.000    |
| Vereinigte Staaten (RIAA)    | Gold                                                                   | 500.000   |
| Vereinigtes Königreich (BPI) | Silber                                                                 | 200.000   |
| Insgesamt                    | 1× Silber · 3× Gold · 6× Platin ·                                      | 1.045.000 |

### Heavy (Linkin Park)
| Land/Region                  | Auszeichnungen für Musikverkäufe (Land/Region, Auszeichnung, Verkäufe) | Verkäufe  |
| ---------------------------- | ---------------------------------------------------------------------- | --------- |
| Australien (ARIA)            | Gold                                                                   | 35.000    |
| Deutschland (BVMI)           | Gold                                                                   | 200.000   |
| Italien (FIMI)               | Gold                                                                   | 25.000    |
| Portugal (AFP)               | Gold                                                                   | 5.000     |
| Schweiz (IFPI)               | Gold                                                                   | 10.000    |
| Vereinigte Staaten (RIAA)    | 2× Platin                                                              | 2.000.000 |
| Vereinigtes Königreich (BPI) | Silber                                                                 | 200.000   |
| Insgesamt                    | 1× Silber · 5× Gold · 2× Platin ·                                      | 2.475.000 |

### Dive (Ed Sheeran)
| Land/Region                  | Auszeichnungen für Musikverkäufe (Land/Region, Auszeichnung, Verkäufe) | Verkäufe  |
| ---------------------------- | ---------------------------------------------------------------------- | --------- |
| Australien (ARIA)            | 3× Platin                                                              | 210.000   |
| Dänemark (IFPI)              | Platin                                                                 | 90.000    |
| Frankreich (SNEP)            | Gold                                                                   | 100.000   |
| Italien (FIMI)               | Platin                                                                 | 50.000    |
| Kanada (MC)                  | 3× Platin                                                              | 240.000   |
| Neuseeland (RMNZ)            | Gold                                                                   | 15.000    |
| Polen (ZPAV)                 | Platin                                                                 | 50.000    |
| Portugal (AFP)               | Platin                                                                 | 10.000    |
| Spanien (Promusicae)         | Gold                                                                   | 30.000    |
| Vereinigte Staaten (RIAA)    | Platin                                                                 | 1.000.000 |
| Vereinigtes Königreich (BPI) | 2× Platin                                                              | 1.200.000 |
| Insgesamt                    | 3× Gold · 13× Platin ·                                                 | 2.995.000 |

### Bad Liar (Selena Gomez)
| Land/Region                  | Auszeichnungen für Musikverkäufe (Land/Region, Auszeichnung, Verkäufe) | Verkäufe  |
| ---------------------------- | ---------------------------------------------------------------------- | --------- |
| Australien (ARIA)            | 3× Platin                                                              | 210.000   |
| Brasilien (PMB)              | 3× Platin                                                              | 120.000   |
| Dänemark (IFPI)              | Gold                                                                   | 45.000    |
| Frankreich (SNEP)            | Gold                                                                   | 100.000   |
| Italien (FIMI)               | Gold                                                                   | 25.000    |
| Kanada (MC)                  | Platin                                                                 | 80.000    |
| Norwegen (IFPI)              | Platin                                                                 | 60.000    |
| Schweden (IFPI)              | Gold                                                                   | 40.000    |
| Vereinigte Staaten (RIAA)    | Platin                                                                 | 1.000.000 |
| Vereinigtes Königreich (BPI) | Gold                                                                   | 400.000   |
| Insgesamt                    | 5× Gold · 9× Platin ·                                                  | 2.080.000 |

### Either Way (Snakehips&Anne-Marie)
| Land/Region                  | Auszeichnungen für Musikverkäufe (Land/Region, Auszeichnung, Verkäufe) | Verkäufe |
| ---------------------------- | ---------------------------------------------------------------------- | -------- |
| Vereinigtes Königreich (BPI) | Silber                                                                 | 200.000  |
| Insgesamt                    | 1× Silber ·                                                            | 200.000  |

### Friends (Justin Bieber)
| Land/Region                  | Auszeichnungen für Musikverkäufe (Land/Region, Auszeichnung, Verkäufe) | Verkäufe  |
| ---------------------------- | ---------------------------------------------------------------------- | --------- |
| Australien (ARIA)            | 4× Platin                                                              | 280.000   |
| Belgien (BRMA)               | Gold                                                                   | 15.000    |
| Brasilien (PMB)              | 3× Platin                                                              | 120.000   |
| Dänemark (IFPI)              | Platin                                                                 | 60.000    |
| Deutschland (BVMI)           | Platin                                                                 | 400.000   |
| Italien (FIMI)               | 2× Platin                                                              | 100.000   |
| Kanada (MC)                  | 2× Platin                                                              | 160.000   |
| Mexiko (AMPROFON)            | Platin                                                                 | 60.000    |
| Neuseeland (RMNZ)            | Gold                                                                   | 15.000    |
| Norwegen (IFPI)              | 2× Platin                                                              | 120.000   |
| Portugal (AFP)               | Platin                                                                 | 10.000    |
| Schweden (IFPI)              | Gold                                                                   | 20.000    |
| Spanien (Promusicae)         | Gold                                                                   | 20.000    |
| Vereinigte Staaten (RIAA)    | Platin                                                                 | 1.000.000 |
| Vereinigtes Königreich (BPI) | Platin                                                                 | 600.000   |
| Insgesamt                    | 4× Gold · 20× Platin ·                                                 | 2.980.000 |

### 2002 (Anne-Marie)
| Land/Region                  | Auszeichnungen für Musikverkäufe (Land/Region, Auszeichnung, Verkäufe) | Verkäufe  |
| ---------------------------- | ---------------------------------------------------------------------- | --------- |
| Australien (ARIA)            | 8× Platin                                                              | 560.000   |
| Belgien (BRMA)               | Platin                                                                 | 40.000    |
| Dänemark (IFPI)              | Platin                                                                 | 90.000    |
| Deutschland (BVMI)           | Platin                                                                 | 400.000   |
| Frankreich (SNEP)            | Gold                                                                   | 100.000   |
| Italien (FIMI)               | Gold                                                                   | 25.000    |
| Kanada (MC)                  | 5× Platin                                                              | 400.000   |
| Neuseeland (RMNZ)            | 5× Platin                                                              | 150.000   |
| Norwegen (IFPI)              | 2× Platin                                                              | 120.000   |
| Österreich (IFPI)            | 2× Platin                                                              | 60.000    |
| Polen (ZPAV)                 | 2× Platin                                                              | 100.000   |
| Portugal (AFP)               | Platin                                                                 | 10.000    |
| Schweiz (IFPI)               | Platin                                                                 | 20.000    |
| Spanien (Promusicae)         | Platin                                                                 | 60.000    |
| Südkorea (KMCA)              | Platin                                                                 | 2.500.000 |
| Taiwan (RIT)                 | Platin                                                                 | 10.000    |
| Vereinigte Staaten (RIAA)    | 2× Platin                                                              | 2.000.000 |
| Vereinigtes Königreich (BPI) | 4× Platin                                                              | 2.400.000 |
| Insgesamt                    | 2× Gold · 38× Platin ·                                                 | 9.045.000 |

### Nervous (Shawn Mendes)
| Land/Region       | Auszeichnungen für Musikverkäufe (Land/Region, Auszeichnung, Verkäufe) | Verkäufe |
| ----------------- | ---------------------------------------------------------------------- | -------- |
| Australien (ARIA) | Platin                                                                 | 70.000   |
| Brasilien (PMB)   | 2× Platin                                                              | 80.000   |
| Kanada (MC)       | Gold                                                                   | 40.000   |
| Mexiko (AMPROFON) | Gold                                                                   | 30.000   |
| Insgesamt         | 2× Gold · 3× Platin ·                                                  | 220.000  |

### Lose You to Love Me (Selena Gomez)
| Land/Region                  | Auszeichnungen für Musikverkäufe (Land/Region, Auszeichnung, Verkäufe) | Verkäufe  |
| ---------------------------- | ---------------------------------------------------------------------- | --------- |
| Australien (ARIA)            | 5× Platin                                                              | 350.000   |
| Belgien (BRMA)               | Gold                                                                   | 20.000    |
| Brasilien (PMB)              | Diamant                                                                | 160.000   |
| Dänemark (IFPI)              | Platin                                                                 | 90.000    |
| Deutschland (BVMI)           | Gold                                                                   | 200.000   |
| Finnland (IFPI)              | Gold                                                                   | 20.000    |
| Frankreich (SNEP)            | Gold                                                                   | 100.000   |
| Italien (FIMI)               | Gold                                                                   | 35.000    |
| Kanada (MC)                  | 2× Platin                                                              | 160.000   |
| Neuseeland (RMNZ)            | Gold                                                                   | 15.000    |
| Norwegen (IFPI)              | 2× Platin                                                              | 120.000   |
| Österreich (IFPI)            | Platin                                                                 | 30.000    |
| Polen (ZPAV)                 | 2× Platin                                                              | 100.000   |
| Portugal (AFP)               | Platin                                                                 | 10.000    |
| Schweden (IFPI)              | Platin                                                                 | 80.000    |
| Spanien (Promusicae)         | Platin                                                                 | 60.000    |
| Vereinigte Staaten (RIAA)    | 3× Platin                                                              | 3.000.000 |
| Vereinigtes Königreich (BPI) | 2× Platin                                                              | 1.200.000 |
| Insgesamt                    | 6× Gold · 21× Platin · 1× Diamant ·                                    | 5.750.000 |

### Look at Her Now (Selena Gomez)
| Land/Region       | Auszeichnungen für Musikverkäufe (Land/Region, Auszeichnung, Verkäufe) | Verkäufe |
| ----------------- | ---------------------------------------------------------------------- | -------- |
| Australien (ARIA) | Platin                                                                 | 70.000   |
| Brasilien (PMB)   | 3× Platin                                                              | 120.000  |
| Norwegen (IFPI)   | Gold                                                                   | 30.000   |
| Polen (ZPAV)      | Gold                                                                   | 10.000   |
| Portugal (AFP)    | Gold                                                                   | 5.000    |
| Insgesamt         | 3× Gold · 4× Platin ·                                                  | 235.000  |

## Auszeichnungen nach Musikstreamings

### 2002 (Anne-Marie)
| Land/Region     | Auszeichnungen für Musikverkäufe (Land/Region, Auszeichnung, Verkäufe) | Verkäufe    |
| --------------- | ---------------------------------------------------------------------- | ----------- |
| Japan (RIAJ)    | Platin                                                                 | 100.000.000 |
| Südkorea (KMCA) | Platin                                                                 | 300.000.000 |
| Insgesamt       | 4× Platin ·                                                            | 400.000.000 |

### Sorry (Justin Bieber)
| Land/Region  | Auszeichnungen für Musikverkäufe (Land/Region, Auszeichnung, Verkäufe) | Verkäufe   |
| ------------ | ---------------------------------------------------------------------- | ---------- |
| Japan (RIAJ) | Gold                                                                   | 50.000.000 |
| Insgesamt    | 1× Gold ·                                                              | 50.000.000 |

## Statistik und Quellen
| Land/RegionAuszeichnungen für Musikverkäufe (Land/Region, Auszeichnungen, Verkäufe, Quellen) | Silber     | Gold         | Platin         | Diamant       | Verkäufe   | Quellen              |
| -------------------------------------------------------------------------------------------- | ---------- | ------------ | -------------- | ------------- | ---------- | -------------------- |
| Australien (ARIA)                                                                            | —          | 4× Gold4     | 66× Platin66   | —             | 4.760.000  | aria.com.au          |
| Belgien (BRMA)                                                                               | —          | 3× Gold3     | 6× Platin6     | —             | 250.000    | ultratop.be          |
| Brasilien (PMB)                                                                              | —          | 6× Gold6     | 27× Platin27   | 11× Diamant11 | 4.060.000  | pro-musicabr.org.br  |
| Dänemark (IFPI)                                                                              | —          | 7× Gold7     | 21× Platin21   | —             | 2.135.000  | ifpi.dk              |
| Deutschland (BVMI)                                                                           | —          | 8× Gold8     | 4× Platin4     | —             | 3.450.000  | musikindustrie.de    |
| Ecuador (SOPROFON)                                                                           | —          | —            | Platin1        | —             | 6.000      | Einzelnachweise      |
| Finnland (IFPI)                                                                              | —          | Gold1        | —              | —             | 20.000     | Einzelnachweise      |
| Frankreich (SNEP)                                                                            | —          | 5× Gold5     | Platin1        | 2× Diamant2   | 1.166.666  | snepmusique.com      |
| Italien (FIMI)                                                                               | —          | 8× Gold8     | 15× Platin15   | —             | 970.000    | fimi.it              |
| Japan (RIAJ)                                                                                 | —          | 2× Gold2     | Platin1        | —             | 100.000    | riaj.or.jp JP2       |
| Kanada (MC)                                                                                  | —          | 9× Gold9     | 45× Platin45   | —             | 3.920.000  | musiccanada.com      |
| Mexiko (AMPROFON)                                                                            | —          | 6× Gold6     | 5× Platin5     | Diamant1      | 780.000    | amprofon.com.mx      |
| Neuseeland (RMNZ)                                                                            | —          | 7× Gold7     | 32× Platin32   | —             | 982.500    | radioscope.co.nz NZ2 |
| Norwegen (IFPI)                                                                              | —          | 3× Gold3     | 26× Platin26   | —             | 1.755.000  | ifpi.no              |
| Österreich (IFPI)                                                                            | —          | 3× Gold3     | 4× Platin4     | —             | 165.000    | ifpi.at              |
| Polen (ZPAV)                                                                                 | —          | 2× Gold2     | 15× Platin15   | Diamant1      | 765.000    | olis.pl              |
| Portugal (AFP)                                                                               | —          | 5× Gold5     | 13× Platin13   | —             | 155.000    | Einzelnachweise      |
| Schweden (IFPI)                                                                              | —          | 5× Gold5     | 23× Platin23   | —             | 1.160.000  | sverigetopplistan.se |
| Schweiz (IFPI)                                                                               | —          | 2× Gold2     | Platin1        | —             | 40.000     | hitparade.ch         |
| Spanien (Promusicae)                                                                         | —          | 9× Gold9     | 11× Platin11   | —             | 750.000    | elportaldemusica.es  |
| Südkorea (KMCA)                                                                              | —          | —            | 4× Platin4     | —             | 2.500.000  | circlechart.kr       |
| Taiwan (RIT)                                                                                 | —          | —            | Platin1        | —             | 10.000     | Einzelnachweise      |
| Vereinigte Staaten (RIAA)                                                                    | —          | 7× Gold7     | 39× Platin39   | Diamant1      | 52.500.000 | riaa.com             |
| Vereinigtes Königreich (BPI)                                                                 | 8× Silber8 | 5× Gold5     | 24× Platin24   | —             | 18.144.000 | bpi.co.uk            |
| Insgesamt                                                                                    | 8× Silber8 | 107× Gold107 | 385× Platin385 | 16× Diamant16 |            |                      |